# Biscuits (álbum)
Biscuits es un EP de la banda estadounidense Living Colour con descartes de las sesiones de Time’s Up, versiones y tomas en vivo, lanzado el 16 de julio de 1991. «Money Talks» es el tema más destacado. El resto del material es en vivo en salas de Nueva York, tales como The Ritz y el CBGB.

## Listado de temas
1. Talkin' Loud and Sayin' Nothing  (James Brown)
  - Previamente unreleased, grabado en Nueva York, mayo de 1991.
2. Desperate People  (Reid/Calhoun/Glover/Skillings)
  - Grabado en vivo en CBGB, Nueva York, el 18 de diciembre de 1989.
3. Love and Happiness  (Al Green/Hodges)
  - Previamente unreleased, grabado en abril de 1990 durante la sesión del álbum Time's Up.
4. Memories Can't Wait  (David Byrne/Jerry Harrison)
  - Grabado en vivo en the Ritz, Nueva York, el 22 de abril de 1989.
5. Burning of the Midnight Lamp (Hendrix)
  - Previamente unreleased, grabado en Nueva York en mayo de 1991.
6. Money Talks (Reid)
  - Previamente unreleased, grabado en abril de 1990 durante la sesión del álbum Time's Up.

## Personal
- Corey Glover - vocalista
- Vernon Reid - guitarra
- Muzz Skillings - bajo
- Will Calhoun - batería

Con:
- Lyvio G. - DJ
- Chris Cushman - saxo

## Producción
- Productores: Ron Saint Germain, Ed Stasium
- Ingeniero: Lolly Grodner, Paul Hamingson
- Masterización: Bob Ludwig
- Dirección de arte: Mark Burdett, Stacy Drummond
- Fotografía: Gene Ambo, Hideo Oida, Charles Purvis, David Tan
- Técnico de la grabación: Dennis Thompson

- Datos: Q3282211